# AHL 1952/53
Die Saison 1952/53 war die 17. reguläre Saison der American Hockey League (AHL). Während der regulären Saison bestritten die sieben Teams der Liga jeweils 64 Spiele. Die vier besten Mannschaften der AHL spielten anschließend in einer Play-off-Runde um den Calder Cup.

## Teamänderungen
Folgende Änderungen wurden vor Beginn der Saison vorgenommen:
- Die Indianapolis Capitals stellten den Spielbetrieb ein
- Die Cincinnati Mohawks wechselten in die International Hockey League

## Reguläre Saison

### Abschlusstabellen
Abkürzungen: GP = Spiele, W = Siege, L = Niederlagen, T = Unentschieden, OTL = Niederlage nach Overtime, GF = Erzielte Tore, GA = Gegentore, Pts = Punkte

Erläuterungen: In Klammern befindet sich die Platzierung innerhalb der Conference;       = Playoff-Qualifikation ,       = Division-Sieger,       = Conference-Sieger

#### Reguläre Saison
|                    | GP | W  | L  | T | GF  | GA  | Pts |
| ------------------ | -- | -- | -- | - | --- | --- | --- |
| Cleveland Barons   | 64 | 42 | 20 | 2 | 248 | 164 | 86  |
| Pittsburgh Hornets | 64 | 37 | 21 | 6 | 223 | 149 | 80  |
| Syracuse Warriors  | 64 | 31 | 31 | 2 | 213 | 201 | 64  |
| Hershey Bears      | 64 | 31 | 32 | 1 | 208 | 217 | 63  |
| Providence Reds    | 64 | 27 | 36 | 1 | 215 | 254 | 55  |
| St. Louis Flyers   | 64 | 26 | 37 | 1 | 212 | 258 | 53  |
| Buffalo Bisons     | 64 | 22 | 39 | 3 | 160 | 236 | 47  |

### Beste Scorer
Abkürzungen: GP = Spiele, G = Tore, A = Assists, Pts = Punkte, +/- = Plus/Minus, PIM = Strafminuten; Fett: Saisonbestwert
| Spieler           | Team               | GP | G  | A  | Pts | PIM |
| ----------------- | ------------------ | -- | -- | -- | --- | --- |
| Eddie Olson       | Cleveland Barons   | 61 | 32 | 54 | 86  | 33  |
| Guyle Fielder     | St. Louis Flyers   | 62 | 22 | 61 | 83  | 12  |
| Jack Gordon       | Cleveland Barons   | 64 | 20 | 58 | 78  | 6   |
| Kelly Burnett     | Syracuse Warriors  | 56 | 23 | 53 | 76  | 16  |
| Ike Hildebrand    | Cleveland Barons   | 64 | 38 | 34 | 72  | 40  |
| Calum MacKay      | Buffalo Bisons     | 64 | 28 | 42 | 70  | 65  |
| Steve Wochy       | Cleveland Barons   | 64 | 37 | 31 | 68  | 16  |
| Zellio Toppazzini | Providence Reds    | 64 | 35 | 32 | 67  | 23  |
| Lorne Davis       | Buffalo Bisons     | 64 | 33 | 34 | 67  | 49  |
| Willie Marshall   | Pittsburgh Hornets | 62 | 27 | 39 | 66  | 58  |

## Calder-Cup-Playoffs

### Modus
Für die Play-offs qualifizierten sich die vier besten Mannschaften der American Hockey League. Im Halbfinale und Finale spielten diesen den Calder-Cup-Gewinner aus. Das Halbfinale wurde im Modus Best-of-Five ausgetragen, während das Finale im Modus Best-of-Seven stattfand.

### Play-off-Übersicht
|  | Halbfinale | Halbfinale         | Halbfinale |  |  | Finale | Finale             | Finale |
|  |            |                    |            |  |  |        |                    |        |
|  |            |                    |            |  |  |        |                    |        |
|  | 1          | Cleveland Barons   | 3          |  |  |        |                    |        |
|  | 3          | Syracuse Warriors  | 1          |  |  |        |                    |        |
|  |            |                    |            |  |  | 1      | Cleveland Barons   | 4      |
|  |            |                    |            |  |  | 2      | Pittsburgh Hornets | 3      |
|  | 2          | Pittsburgh Hornets | 3          |  |  |        |                    |        |
|  | 4          | Hershey Bears      | 0          |  |  |        |                    |        |
|  |            |                    |            |  |  |        |                    |        |

## Vergebene Trophäen

### Mannschaftstrophäen
| Auszeichnung                                              | Team             |
| --------------------------------------------------------- | ---------------- |
| Calder Cup Gewinner der AHL-Playoffs                      | Cleveland Barons |
| F. G. „Teddy“ Oke Trophy Bestes Team der regulären Saison | Cleveland Barons |

### Individuelle Trophäen
| Auszeichnung                                                                  | Spieler       | Team               |
| ----------------------------------------------------------------------------- | ------------- | ------------------ |
| Les Cunningham Award MVP der regulären Saison                                 | Eddie Olson   | Cleveland Barons   |
| Carl Liscombe Trophy Bester Scorer                                            | Eddie Olson   | Cleveland Barons   |
| Dudley „Red“ Garrett Memorial Award Bester Rookie                             | Guyle Fielder | St. Louis Flyers   |
| Harry „Hap“ Holmes Memorial Award Torhüter mit dem geringsten Gegentorschnitt | Gil Mayer     | Pittsburgh Hornets |